# West Dean (Wiltshire)
West Dean – wieś w Anglii, w hrabstwie Wiltshire. Leży 12 km na wschód od miasta Salisbury i 117 km na południowy zachód od Londynu.